# Мовлуд Міралієв
Мовлуд Міралієв  (азерб. Mövlud Mirəliyev, 27 лютого 1974) — азербайджанський дзюдоїст, олімпійський медаліст.

## Виступи на Олімпіадах
| Олімпіада  | Дисципліна           | Місце |
| ---------- | -------------------- | ----- |
| Афіни 2004 | напівважка категорія | 5T    |
| Пекін 2008 | напівважка категорія | 3T    |